# Mende (Francia)
Mende (pronuncia francese: /mɑ̃d/; pronuncia occitana: /ˈmende/) è un comune francese di 13 349 abitanti, capoluogo del dipartimento della Lozère nella regione dell'Occitania. La città è sede della diocesi di Mende.

## Monumenti e luoghi d'interesse
- La Cattedrale di Mende si affaccia sulla piazza centrale ed è dedicata a Notre-Dame et Saint-Privat (Nostra Signora e san Privato).

## Società

### Evoluzione demografica
Abitanti censiti

## Amministrazione

### Cantoni
Fino alla riforma del 2014, il territorio comunale di Mende era ripartito in due cantoni
- Cantone di Mende-Nord
- Cantone di Mende-Sud

A seguito della riforma approvata con decreto del 25 febbraio 2014, che ha avuto attuazione dopo le elezioni dipartimentali del 2015, il territorio comunale di Mende è stato ripartito in due nuovi cantoni
- Cantone di Mende-1
- Cantone di Mende-2

entrambi comprendenti una parte della città di Mende. Nessun altro comune è incluso nei due cantoni.

### Gemellaggi
- Wunsiedel,  Germania
- Volterra,  Italia
- Vila Real,  Portogallo